# Maria Pawlikowska-Jasnorzewska

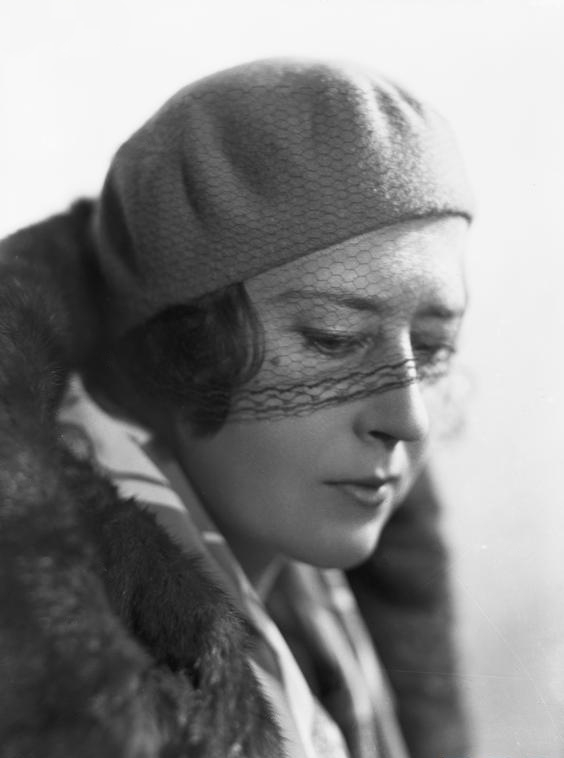
Maria Pawlikowska-Jasnorzewska

Maria Pawlikowska-Jasnorzewska, geb. Kossak (* 24. November 1891 in Krakau; † 9. Juli 1945 in Manchester), war eine polnische Schriftstellerin. Sie gilt als bedeutendste polnische Lyrikerin der Zwischenkriegszeit.

## Leben
Pawlikowska-Jasnorzewska wurde 1891 in eine wohlhabende, adlige Künstlerfamilie geboren. Ihr Bruder Jerzy Kossak, ihr Vater Wojciech Kossak und ihr Großvater Juliusz Kossak waren bekannte Maler, ihre Schwester Magdalena Samozwaniec war wie sie selbst Schriftstellerin. Pawlikowska-Jasnorzewska erhielt Privatunterricht, bildete sich autodidaktisch in Sprachen, Naturwissenschaften und Philosophie weiter und besuchte die Akademie der Schönen Künste in Krakau. Sie begann in ihrer Kindheit, Gedichte zu schreiben, veröffentlichte ihren ersten Lyrikband Niebieskie migdały  (dt.: Blauer Dunst) aber erst 1922. Zwischen beiden Weltkriegen veröffentlichte sie zwölf Gedichtbände und einen Band mit poetischer Prosa; in dieser Zeit gehörte sie der Dichtergruppe Skamander an. Ab 1924 schrieb sie auch Dramen, in denen sie tabuisierte Themen aufgriff und von denen viele trotz Erfolgs auf der Bühne zu ihren Lebzeiten nicht als Buch veröffentlicht wurden. Ihr satirisches Stück Baba Dziwo (dt.: Wundersames Weib) mit einer Adolf Hitler persiflierenden weiblichen Hauptfigur wurde am 13. Dezember 1938 in Krakau uraufgeführt, was zu Protesten seitens der deutschen Regierung führte.
Mit ihrem dritten Ehemann Stefan Jasnorzewski floh sie 1939, nach dem Beginn des Zweiten Weltkriegs, über Rumänien und Frankreich nach Blackpool in England, wo ihr Mann als Pilot stationiert war. 1944 erkrankte sie an Knochenkrebs und starb im Jahr darauf. Postum erschienen 1956 ihr letzter Gedichtband Ostatnie utwory (dt.: Die letzten Werke) sowie 1993 Ostatnie notatniki (dt.: Letzte Notizen), in denen sie ihre Krankheit und ihr Sterben dokumentierte. In Polen wurde ihr Schaffen erst nach dem Erscheinen ihrer Werkausgabe 1958 wiederentdeckt.

## Werk
Pawlikowska-Jasnorzewskas Stil lässt sich keiner Strömung der polnischen Literatur zuordnen. Liebe, Tod und die Vergänglichkeit in der Natur waren von Anfang an zentrale Themen ihrer Gedichte. Der kurz vor Kriegsausbruch erschienene Band Szkicownik poetycki (dt.: Poetisches Skizzenbuch) enthält apokalyptische Bilder und Vorahnungen des Krieges; auch die folgenden Bände sind vom Bewusstsein des Untergangs der Menschheit geprägt.

## Ehrung
- 11. November 1934 – Goldenes Verdienstkreuz der Republik Polen[1]

- 5. November 1935 – Goldene Akademische Lorbeeren[2]

1982 wurde der Hauptgürtelasteroid (4114) Jasnorzewska nach Pawlikowska-Jasnorzewska benannt.

## Quelle
- Anna Milanowski: Pawlikowska-Jasnorzewska, Maria. In: Autorinnen Lexikon. Hrsgg. v. Ute Hechtfischer, Renate Hof, Inge Stephan und Flora Veit-Wild. Frankfurt/M. Suhrkamp 2002, ISBN 3-518-39918-7, S. 419f.